# Verfahrenspräferenzkosten
Der Begriff Verfahrenspräferenzkosten bezeichnet Mehrkosten, die dadurch entstehen, dass ein Gut auf eine ganz bestimmte Weise hergestellt wird.

## Ursache
Verfahrenspräferenzkosten entstehen in einer Organisation oder einem Staat, wenn für die Erledigung von Aufgaben oder für die Herstellung von Produkten besonders aufwändige Verfahren bevorzugt werden, obwohl auch weniger kostenintensive Verfahren existieren. Ziel ist zumeist die Sicherstellung eines besonders hohen Qualitätsstandards bei der Erledigung der Aufgabe, oder bei der Bereitstellung der Produkte. Verfahrenspräferenzkosten sind die Mehrkosten, die man bereit ist zu tragen, um wichtigen Nebenzielen oder Standards Rechnung zu tragen.

## Beispiel
Als Beispiel für Verfahrenspräferenzkosten lassen sich jene Mehrkosten der inneren Sicherheit anführen, die dadurch entstehen, dass man eine staatliche Polizei wünscht, statt diese Aufgabe durch billigere private Sicherheitsunternehmen erledigen zu lassen. Das Ziel, das hier die Mehrkosten rechtfertigt, ist die Sicherstellung der uneingeschränkten Kontrolle über die Exekutive, und damit z. B. die Verhinderung von Machtmissbrauch.